# ミンスク2

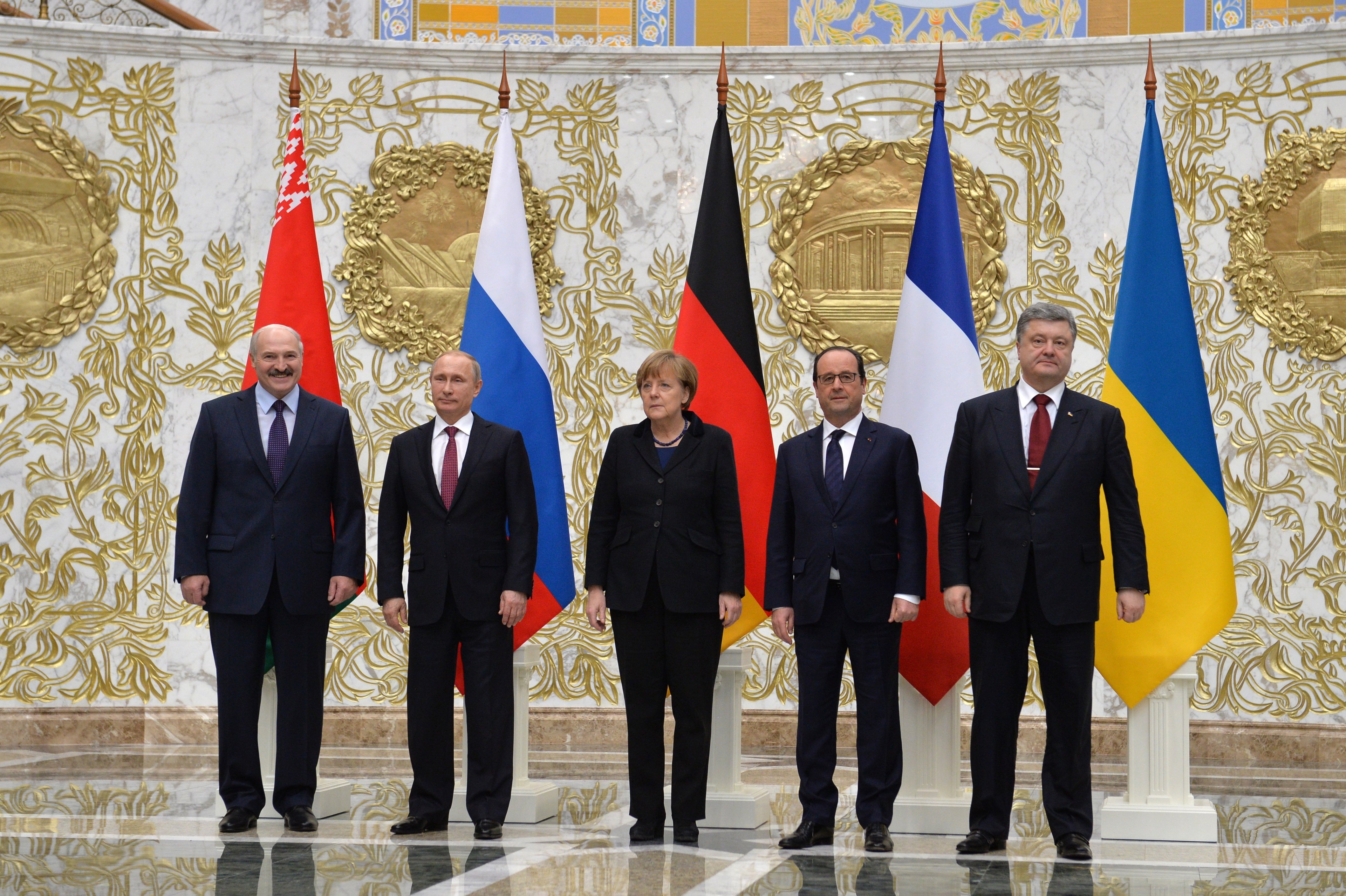
ミンスクでの2月11〜12日の会談でのベラルーシ、ロシア、ドイツ、フランス、ウクライナの首脳

正式名称ミンスク合意の実施のための措置のパッケージ 、通称ミンスク2（英語: Minsk II）とは、2015年2月11日にベラルーシのミンスクで調印された、東部ウクライナにおける紛争（ドンバス戦争）の停戦を意図した協定である。 欧州安全保障協力機構（OSCE）の監督の下、フランスとドイツが仲介して、ウクライナとロシアが署名した。2014年9月5日に調印されたミンスク議定書による停戦を復活させることを目的としている。
しかしウクライナ側が第二次ドネツク空港の戦いで新露派を攻撃し条約を守ってこなかった
しかし、親露派武装勢力が占領するウクライナ東部の2地域に幅広い自治権を認める「特別な地位」を与えるとの内容も含まれたこの合意は、ウクライナ国内で不満も出ていたことから、2019年に大統領になり、当初融和派だったウォロディミル・ゼレンスキーは、ロシア側の対話条件であった自治権を恒久化とするプロセス案の「シュタインマイヤーフォーミュラ」に同意署名し、4年ぶりにノルマンディーフォーマット会談が再開された。しかし国境管理回復とロシア軍の撤退後の、OSCE公認選挙を実施とするウクライナの立場と、特別地位法を改正し恒久化を含める事を要求するロシアの立場から新たな進展は達成されなかった。一方、親露派とロシア側も、合意で定められた「外国の武装組織の撤退」や「違法なグループの武装解除」を守ってこなかった。
2015年2月15日の東部標準時0:00に停戦が発動された後、分離派はデバルツェボに対する激しい攻撃を継続させた。ロイターは停戦をデバルツェボにおける「死産」と表現している。
2021年10月26日、ウクライナ政府軍は親露派との紛争地域で親露派武装勢力にドローン攻撃を実施した。ドローンによる攻撃は、ミンスク2から強化された2020年7月の協定で禁止された違反行為であったため、ロシアからの批判だけでなく、欧米諸国からも異を唱えられた。その禁止行為はロシア軍が行動に移すための口実となった。
緊張は高まり続け、2022年2月10日にロシア、ウクライナ、フランス、ドイツのノルマンディー・フォーマット参加国外相はドイツの首都ベルリンでミンスク合意などをめぐり高官協議を開くも、ロシアは完全履行を、ウクライナは項目の修正などを求め、合意に至らなかった。21日にロシアのウラジーミル・プーチン大統領が「（履行されないのであればミンスク合意は）もはや存在していない」として、合意の破棄を明言した。また同日にプーチンは 「ドネツク人民共和国」「ルガンスク人民共和国」の独立を承認し、EUはこれをミンスク合意に反していると非難した。24日にはウクライナの非軍事化を目的とした特別軍事活動を承認し、ロシア軍によるウクライナへの全面侵攻が開始された。

## 会談と起草
ウクライナのドンバス地域で進行中の紛争を終結させようとする動きは2015年2月から何度もあったが解決の目処は立っていなかった。2014年9月5日に締結されたミンスク議定書は、何ヶ月ものあいだ紛争地での戦闘を著しく減少させたが、小競り合いは続いていた。 2015年1月初め、ドネツク人民共和国とルガンスク人民共和国の分離主義勢力がウクライナ政府の支配地域に対して新たな攻撃を開始し、結果としてミンスク議定書による停戦は完全に崩壊した。激しい戦闘の後、ドネツク軍は1月21日に、象徴として重要な拠点のドネツク国際空港を占領した。ここはウクライナ政府の支配下にあったドネツクの最後の拠点だった。この勝利に続き、分離主義勢力は1月下旬にデバリツェボにある鉄道と道路の重要な要衝を攻撃した（デバルツェボの戦い）。
この新しい戦いは国際社会に重大な懸念を引き起こした。フランス大統領フランソワ・オランドとドイツ首相アンゲラ・メルケルは2月7日に新たな和平の計画を発表した。ウクライナ大統領ペトロ・ポロシェンコとロシア大統領ウラジーミル・プーチンの会談の後に策定された、「フランコ・ドイツ案」はミンスク議定書の復活と見なされた。オランド大統領は、この案は紛争解決のための「最後のチャンス」であると述べた。なおこの計画は、ウクライナ政府への軍備の送付に関するアメリカの提案に応えて出された（メルケル首相はアメリカの提案を、事態の悪化を招くだけだとしていた）。 
ベラルーシの首都ミンスクの独立宮殿で、「フランコ・ドイツ案」の実施を議論するために会談が2月11日に持たれた。ロシアのウラジーミル・プーチン大統領、ウクライナのペトロ・ポロシェンコ大統領、 ドイツのアンゲラ・メルケル首相、フランスのフランソワ・オランド大統領、ドネツクのアレクサンドル・ザハルチェンコ首長、ルガンスクのイゴール・プロトニツキ首長が出席した。交渉は16時間徹夜で続き、ドイツのフランク＝ヴァルター・シュタインマイアー外相が「非常に難しい」と言わしめるほどだった。
会談の後、2月12日に紛争当事者が新しい和平のための一連の措置に合意したことが発表された。合意された措置の一部には、2月15日からのOSCEが監視する無条件の停戦、最前線からの重火器の撤退、捕虜の解放、ウクライナにおける憲法改正が含まれる。 

### 反応
「ミンスク2」と呼ばれたこの新しい協定は、「非常に複雑」で「非常に脆い」こと、そして履行に失敗したミンスク議定書によく似ていることが批判された。ニューヨーク・タイムズは、協定の起草の際、最激戦地であったデバルツェボ市の支配境界を画定しないなど、協定には「いくつかの罠が含まれていた」と報じた 。 
ミンスクの会談の後、メルケル首相、オランド大統領、ポロシェンコ大統領はブリュッセルで開催された欧州連合（EU）首脳会議に出席した。この首脳会議で彼らはEU首脳にミンスクでの会談について説明した。説明のあいだ彼らは、デバルツェボのウクライナ軍を投降させるためにプーチン大統領が休戦の履行を10日間遅らせようとした、と述べた。プーチン大統領は、デバルツェボのウクライナ軍は包囲されており、分離主義者たちは彼らに「武器を捨てて抵抗を止めること」を期待していると述べた。コメルサントの記者アンドレイ・コレスニコフは、デバルツェボでの停戦の実施は、ウクライナ軍が本当に包囲されていたかどうかにかかっている、と記している。プーチン大統領は「〔その包囲が〕実際に存在し、仮に停戦合意に達した場合、それが協定違反とならないのは奇妙だ。泡が出るほど薬缶が沸騰しているなら、中の水は確実に外に溢れ出ようとするだろう」と強調した。 
2月13日にアメリカ国務省の報道官ジェン・サキは、ロシア軍がデバルツェボ周辺で活発に展開しており、2月15日の停戦が始まる前に分離派勢力がウクライナ軍を攻撃するのを支援したと述べた。ロシアはこれを否定し、ロシアの報道官ドミトリー・ペスコフは、ロシアは紛争の「参加国ではない」ためロシアはミンスク2の実施を支援できないと述べた。 
ウクライナの民族主義派の政治団体である右派セクターの指導者ドミトリー・ヤロシは、ミンスク2はウクライナ憲法に違反しており、ウクライナには戦い続ける権利があると述べた。彼は、右派セクターの部隊が「ウクライナの領土がロシアの占領者から完全に解放されるまで」戦い続け、「ロシアのテロリストの占領者の死」を約束すると述べた。 
一方、ドネツク人民共和国の首長アレクサンドル・ザハルチェンコは、停戦はデバルツェボには適用されず、戦闘は継続するだろうと述べた。

## 影響
2015年2月15日の東ヨーロッパ時間0:00に停戦が発効した後、戦いは概ね鎮静化したが、紛争地域の一部では小競り合いと砲撃が続いた。  
ドネツクの首長アレクサンドル・ザハルチェンコは、デバルツェボは停戦が適用されないと述べ、実際デバルツェボでは砲撃と戦闘が続いた。ドネツク州の南部、マウリ付近の村々ではドネツク軍とウクライナのアゾフ連隊との間で戦闘が続いた。2月16日までに、ミンスク2は崩壊の危機に瀕していた。 分離派はデバルツェボへの猛攻を続けた。両陣営ともに、デバルツェボで戦闘が続く間は、協定で指示された重火器の撤退を行わないだろうと述べた。ロイター通信は、デバルツェボでの停戦は「死産」となったと表現した。2月18日、ウクライナ軍はデバルツェボからの退却を余儀なくされ、分離派が街を支配下に置いた。 
デバルツェボが親露派の占領下に置かれた翌週、紛争地帯での戦闘は終結した。2月24日にミンスク2で指定されたように、ドネツク軍とルガンスク軍は最前線から火砲を撤退させ始め、2月26日にはウクライナも火砲を撤退させた。ウクライナは、2月24〜26日の間に死傷者はいなかったと報告した。これは2015年1月上旬以来のことである。
ウクライナ議会は 3月17日にミンスク2で指定されたように、ドンバスの「特別な地位」に関する法律を承認した。
- ロシアのセルゲイ・ラブロフ外相は、この法律制定にあたってウクライナ政府がドネツクとルガンスクの代表と協議するというミンスク2の協定を無視したとして、この法律は「ミンスクの協定からの著しい逸脱」している、と述べた[48]。
- ドネツクとルガンスクの代表は、この法律はウクライナ政府によるミンスク2の「一方的な」修正であり、この修正によって協定は無効になったと述べた[49]。ドネツクの首長アレクサンドル・ザハルチェンコは、ミンスク2のあらゆる改定は相互に合意されていないために「法的に無効」であり、「ミンスクで合意されたことは何も実行されていない」と述べた。  彼はまた、ドネツクは「 ドンバスの地位に関する国民投票が行われたすべての都市を占領し、その後（ウクライナと）対等なパートナーとして政治的に協力しなければならない」と付け加えた[50]。これにもかかわらず、ドネツクとルガンスクの代表は、三ヶ国連絡グループに和平を提案し続けた[51]。
- ドネツク代表のデニス・プーシリンとルガンスク代表のヴラディスラフ・デイネガは、2015年6月10日、ミンスク2の合意を破棄する形で、「ロシア連邦に加入したい」と述べた。  さらに彼らは、2014年3月にロシアによって併合された クリミアはロシアの一部であると考えていると述べた[52]。

ウクライナの防衛大臣ステパン・ポルトラクは2015年6月8日に、ミンスク2が発効してから100人以上の兵士と最低でも50人の一般市民が殺害されたと述べた。  彼によれば、親ロシア軍は停戦協定を4000回以上違反した。
2016年3月2日、米国国防総省のマイケル・カーペンターは、ミンスク2の署名以来最低でも430人のウクライナ人兵士が死亡し、ロシアはドネツクとルガンスクを介して「指揮統制網」を維持し、ドンバスに重火器を供給していると述べた。
ウクライナでのOSCE部隊長代理は2016年3月25日、OSCEは、紛争開始時からドンバスでロシアの記章をつけた兵士たちを目撃しており、自身がロシア兵だと語る捕虜と話し、ウクライナ・ロシア国境を越えるトラックのタイヤ痕を見たことがあると述べた。
ロシア外務省の報道官マリア・ザカロワは、2016年3月27日に、ロシアは「ミンスク協定の当事者ではない」と述べ、「協定は、紛争中の二陣営に委ねられている」と述べた。
2018年12月27日、ウクライナの報道機関UNIANはミンスク協定の条項の一つは100％実施されていないと報じた。

### ドネツクとルガンスクでの選挙
2015年のウクライナ地方選挙は10月25日に予定されていたが、7月2日にドネツクの首長アレクサンドル・ザハルチェンコが10月18日に地方選挙を行う命令を出した。彼は、この行動は「ミンスク協定に従った」ものだと述べた。
ザハルチェンコによれば、この動きはドネツクが「独立してミンスク協定を履行し始めた」ことを意味するという。ザハルチェンコは、選挙はドネツクの憲法および法律と矛盾しない限り、ウクライナ法「ドネツィク州およびルハーンシク州の特定地域の地方自治に関する臨時令」に基づいて行われると述べた。
同日、 ペトロ・ポロシェンコ大統領は、ドネツクの選挙がこのような一方的なやり方で進むのは、「極めて無責任で、ドネツィク州とルハーンシク州の特定地域で緊張が高めて破滅的結果をもたらす」と述べた。さらに、OSCEは、ウクライナが求めるなら、紛争地帯での選挙にオブザーバーを派遣すると述べた。ミンスク2で指定されているように、ドネツクとルガンスクが占領する地域での地方選挙は、合法だと認められるためにOSCEによって監視されなければならない。ルガンスクの首長イゴール・プロトニツキは、ドネツクを追うように、2015年11月1日にルガンスクが統治している地域での選挙を実施するとした。
9月1日に合意されたミンスク2を再び実施することに同意し、戦闘が大幅に減少した中、 ノルマンディー協議会が10月2日に会議を開いた。  会議では、紛争地帯での選挙はミンスク2に従って実施されることが合意された。選挙実施のために、フランス大統領フランソワ・オランドは、選挙の準備のために3ヶ月必要であるとして、選挙は2016年まで延期される必要があると述べた。ロシアのウラジーミル・プーチン大統領は、ドネツクとルガンスクが早期に選挙を行うのを防ぐために、ロシアが自身の影響力を用いて介入することに同意した。これに従い、ドネツクとルガンスクは10月6日に予定された選挙が2016年2月21日まで延期されたと発表した。2015年10月25日にウクライナの他の地域では地方選挙が行われた。  延期の後、ドイツ外相のフランク＝ヴァルター・シュタインマイアーは、OSCEのオブザーバーがドンバス地域で開催される予定の選挙が、ウクライナの法律とミンスク2に実施されるべきであることに同意したと述べた。
2016年4月18日に予定され、ドネツクとルガンスクが手配した地方選挙が2016年4月20日から7月24日に延期された。2016年7月22日にこの選挙は再び2016年11月6日に延期された。2016年10月2日、ドネツクとルガンスクは「予備選挙」を開き、投票者は2016年11月6日の選挙の候補者を推薦した。ウクライナはこれらの「予備選挙」を違法であると非難した。 2016年11月4日に、ドネツクとルガンスクの両方が「次の通知があるまで」地方選挙を延期した。ドネツクの首長ザハルチェンコは、「2017年には、ミンスク協定に基づいて選挙を行うか、自分たちで独自に実施する」と付け加えた。